# The Guru Guru
The Guru Guru is een Belgische noiserockband die werd opgericht als eindwerkproject aan de Limburgse Hogeschool PXL.
In 2015 werden een 7-inch en een 10-inch plaat opgenomen. Dit laatste was een split-album met Brutus en bevat onder meer door beide bands gezamenlijk opgenomen cover van het nummer Troy van Sinéad O'Connor.
Het volwaardige debuutalbum PCHEW werd uitgebracht in 2017. Deze werd opgenomen in GAM-studio's en is geproduced door Wouter Vlaeminck.
The Guru Guru speelde onder meer op Sziget Festival, Pukkelpop, Rock Herk.

## Discografie

### Seven inch
- Hole In The Ground (2016)

| Nr | Titel              | Duur |
| -- | ------------------ | ---- |
| 1  | Hole In The Ground | 2:53 |
| 2  | Backdoor           | 4:27 |

### Album
- P C H E W (2017)

| Nr | Titel                          | Duur |
| -- | ------------------------------ | ---- |
| 1  | Making Waves                   | 5:01 |
| 2  | We Had Been Drinkin' Bad Stuff | 3:48 |
| 3  | Swimming Pools                 | 3:44 |
| 4  | Up The Wall                    | 3:09 |
| 5  | Back Door                      | 5:02 |
| 6  | BB I Can                       | 2:51 |
| 7  | Sleepy                         | 5:34 |
| 8  | Lissabon                       | 3:06 |
| 9  | Singultus                      | 3:41 |
| 10 | The Sun Is Number One          | 8:11 |

### Singles
- We Had Been Drinkin' Bad Stuff
- Up The Wall